# Jeanne Halbwachs
Jeanne Halbwachs, verheiratete Jeanne Alexandre (* 14. Februar 1890 in Paris; † 14. November 1980 in Fontainebleau) war eine französische Lehrerin, Feministin und Pazifistin. Sie gilt als eine der herausragenden Figuren des Pazifismus in der Dritten Republik Frankreichs.

## Leben

### Familie und Jugend
Jeanne Halbwachs stammte aus einer Familie von elsässischen Intellektuellen und war die Tochter von Gustave Halbwachs, einem Normalien und Deutschlehrer, der sich nach dem Deutsch-Französischen Krieg von 1870 für Frankreich entschieden hatte. Ihre Mutter war Philosophiestudentin. Sie war die Schwester des Soziologen Maurice Halbwachs.
Als Schülerin des Lycée Fénelon in Paris wurde sie von der Dreyfus-Affäre geprägt und sie begrüßte die russische Revolution von 1905. 1909, als sie Schülerin des Philosophen Émile Chartier (genannt Alain) am Collège Sévigné war, wurde sie stark von dessen Gedanken beeinflusst. Halbwachs, Marie-Hélène Latrilhe und Jeanne Daste erzwangen ihren Eintritt in die sehr männlich geprägte Gruppe Etudiants socialistes révolutionnaires internationalistes (Sozialistisch-revolutionäre internationalistische Studierende).
Nachdem sie 1913 als Beste ihres Jahrgangs die Agrégation (Staatsprüfung für das höhere Lehramt) im Fach Lettres (Sprachen und Literatur) bestanden hatte, unterrichtete sie von 1914 bis 1915 am Cours Fénelon und anschließend am Collège Sévigné. Sie lehnte es ab, in den öffentlichen Schuldienst in der Provinz berufen zu werden. In Paris zu bleiben, ermöglichte ihr unter anderem, ihr Philosophiestudium an der Sorbonne und vor allem ihre politischen Aktivitäten fortzusetzen. Ihr Status als Lehrerin verschaffte ihr zu diesem Zeitpunkt eine Legitimität, die sie nutzen wollte.

### Erster Weltkrieg
1914 trat sie der Section française de l’Internationale ouvrière (SFIO) und der Ligue française pour le droit des femmes (Liga für Frauenrechte) von Maria Verone bei. Während des Wahlkampfs für die Parlamentswahlen im selben Jahr beteiligte sie sich an einer militanten Aktion, die die Aufnahme von Frauen in die Wählerlisten forderte, und hielt auf Wahlversammlungen der Parteien Vorträge, um die Einführung des Frauenwahlrechts zu fordern. Sie schrieb in der von Marianne Rauze gegründeten Zeitschrift L’Équité und forderte die Frauen auf, den Krieg zu stoppen. Als Beispiel nannte sie italienische Frauen, die sich im Italienisch-Türkischen Krieg auf die Schienen gelegt hatten, um die Züge mit Soldaten daran zu hindern, ihre Bahnhöfe zu verlassen. Sie war bestürzt darüber, dass sich die SFIO, die Gewerkschaften und die Frauenbewegung zu Beginn des Ersten Weltkriegs der Union sacrée anschlossen. Sie verband dies mit ihrem feministischen Kampf in dem Sinne, dass Frauen mit Wahlrecht eine starke pazifistische Wählerschaft bilden könnten. Sie schloss sich der pazifistischen Minderheit an.
Im Oktober 1914 wurde sie auf Wunsch des Vorsitzenden Victor Basch halbtags in der Rechtsabteilung der Liga für Menschenrechte angestellt. Sie entfernte sich von der SFIO und der Liga für Frauenrechte und schloss sich den wenigen pazifistischen Aktivisten an. Begeistert von Romain Rollands Text Au-dessus de la mêlée (Über den Dingen stehen) und der bevorstehenden Zimmerwalder Konferenz traf sie unter anderem Alfred Rosmer und den ehemaligen Generalsekretär der Liga für Menschenrechte Mathias Morhardt. Da sie erkannte, dass ihr pazifistischer Kampf sie isolierte, engagierte sie sich in einem Arbeitsamt, das Flüchtlingen und Arbeitslosen half und Kleidung für Soldaten herstellte. Zur gleichen Zeit verfolgte die Feministin Jeanne Mélin im Département Cher einen ähnlichen Weg, doch die beiden Frauen kannten sich nicht.
1915 organisierte eine pazifistische Abspaltung der internationalen Frauenbewegung (u. a. Amerikanerinnen und Niederländerinnen) in Den Haag einen internationalen Frauenkongress, auf dem das Internationale Frauenkomitee für einen ständigen Frieden gegründet wurde. Zusammen mit den Feministinnen Gabrielle Duchêne und Séverine unterstützte Halbwachs die Bewegung und empörte damit die Führerinnen der Ligue française pour le droit des femmes, die es für unangemessen hielten, mit deutschen Frauen über die Verantwortung für den Krieg zu diskutieren. Sie beteiligte sich an der Gründung der französischen Sektion des Komitees: Gabrielle Duchêne wurde Vorsitzende und Jeanne Halbwachs Sekretärin. Die beiden Frauen und mehrere andere unterzeichneten das „Manifest französischer Frauen an den Kongress in Den Haag“. Am 22. Mai schickte sie einen Brief an Romain Rolland, in dem sie ihm ihr Gefühl der Ohnmacht mitteilte, worauf er antwortete: „Verzweifeln Sie nie!“.
Neben diesen drei Frauen gehörten der kleinen Sektion auch die Englischlehrerin Madeleine Rolland (die Schwester des Schriftstellers), Marthe Bigot und Marguerite Rosmer (die Frau von Alfred Rosmer) an. Im September nahm die Gruppe über Professor Alain Kontakt mit dem jungen Philosophieprofessor Michel Alexandre auf, um ihre Aktionen gezielter zu gestalten. Die Sektion veröffentlichte eine Broschüre, in der ein schneller Frieden gefordert wurde. Der Text wurde von Michel Alexandre verfasst und dann von Halbwachs unter dem Titel „Un devoir urgent pour les femmes“ (Eine dringende Pflicht für Frauen) überarbeitet. Sie wurde in einer Auflage von 10.000 Exemplaren gedruckt und unter Umgehung der Zensur an Lehrer und Postangestellte verteilt. Der sogenannte Skandal der Rue Fondary (die Sektion arbeitete in der Rue Fondary) führte dazu, dass Duchêne und Halbwachs von der Polizei verhört und die Korrespondenz von Halbwachs überwacht wurde. Die französische Sektion des Internationalen Frauenkomitees für einen ständigen Frieden musste ihre Aktivitäten einstellen.
Im August 1916 heiratete sie Michel Alexandre. Sie setzte ihre pazifistischen Aktivitäten bei der Liga für Menschenrechte fort, wobei die Prozessabteilung zu einem Zentrum für pazifistische Aktivisten und Vereinigungen wurde, wie z. B. die von Mathias Morhardt gegründete Société d’études documentaires et critiques sur la guerre (Gesellschaft für dokumentarische und kritische Studien zum Krieg). Das Ehepaar zog in dieser Zeit nach Le Puy-en-Velay. Zwischen Januar und Herbst 1916 veröffentlichte Halbwachs jede Woche Artikel in Le Populaire du Centre, einer Zeitschrift, die die pazifistische sozialistische Minderheit um den SFIO-Abgeordneten Adrien Pressemane zusammenbrachte, und widersetzte sich damit der Zensur. Sie äußerte ihre Gedanken, oft in Verbindung damit, dass Industrielle die Verantwortung für den Krieg trugen oder dass Friedensvorschläge einfach ignoriert wurden. Außerdem konnte sie nicht verstehen, wie die meisten Frauenrechtlerinnen der Union sacrée beitreten konnten. Sie kritisierte den Einsatz von Frauen zur Herstellung von Granaten, die Zwangsarbeit auf den Feldern, die Verteufelung der Deutschen und die Hinrichtung der Krankenschwester Edith Cavell. Kurzzeitig arbeitete sie auch an der Wochenzeitung Le Populaire mit. Angesichts der Trägheit der pazifistischen Minderheit wandte sich das Paar 1917 von der Liga für Menschenrechte ab und verließ die SFIO.
Im selben Jahr wurde sie mit ihrem Mann an das Gymnasium in Lons-le-Saunier versetzt. Halbwachs war weiterhin Mitglied der französischen Sektion des  Internationalen Frauenkomitees für einen ständigen Frieden, aus dem bald die Internationale Frauenliga für Frieden und Freiheit hervorging, in der sie jedoch keine große Rolle spielte. Für viele Aktivisten war der Erste Weltkrieg ein Trauma, das den massiven Pazifismus der 1920er und 1930er Jahre formte; für Jeanne Alexandre, die sich durch ihre ideologische Beständigkeit auszeichnete, war die Entscheidung für den Frieden jedoch älter und blieb unverändert. Wie die Historikerin Françoise Thébaud feststellte, „mehr Pazifistin als Feministin, (versuchte) sie, den Frieden auf Gerechtigkeit und Gleichheit zwischen den Männern aufzubauen“.

### Zwischenkriegszeit
Sie unterrichtete von 1919 bis 1927 am Mädchengymnasium in Nîmes, während des Zweiten Weltkriegs in Versailles und Limoges und kehrte schließlich nach Paris zurück, wo sie am Lycée Victor-Hugo und am Lycée Victor Duruy lehrte. Von 1921 bis 1936 waren Jeanne und Michel Hauptautoren in Professor Alains Zeitschrift Libres propos (Freie Rede). Sie leitet den kulturellen Teil und ihr Ehemann die politische Rubrik. Dort schrieb sie mehr als 400 Literaturkritiken. Isabelle Vahé fasste die zahlreichen Werke von Halbwachs wie folgt zusammen: „Jeanne Alexandre versucht in ihren Kolumnen, ihren Lesern das Grauen des Ersten Weltkriegs zu vermitteln, die Beziehungen zwischen Frankreich und Deutschland näher zu bringen, die Erziehung zum Frieden zu fördern und die „Aktion für den Frieden“ zu unterstützen.“
Halbwachs’ Interesse am Feminismus nahm zugunsten des sozialen und pazifistischen Aktivismus stetig ab, der immer radikaler wurde. Wie Cédric Weis, der ihr ein Buch widmete, feststellte: „Für Jeanne Alexandre lässt der Frieden keinen Kompromiss mit der Gewalt zu“. Damit schloss sie sich der vorherrschenden Tendenz im Feminismus der Zwischenkriegszeit an, in der die Friedensarbeit bald die Forderungen der Suffragisten verdrängte. Durch ihre Zusammenarbeit mit Libres Propos versuchte Halbwachs, einen neuen Krieg zu verhindern, was für sie immer ein grundlegendes Anliegen war, das eng mit der Frage des Wahlrechts für Frauen zusammenhing. Sie war differenzierter als die Biologinnen unter den Feministinnen, für die die „mütterliche Erfahrung natürlich zum Pazifismus führt“, und betrachtete vor allem, ohne die Existenz einer „weiblichen Natur“ zu leugnen, die Frage des Friedens als Folge von Gleichheit und Gerechtigkeit.
Infolge der Krise vom 6. Februar 1934 trat sie dem Comité de vigilance des intellectuels antifascistes bei, ohne dort besondere Verantwortung zu übernehmen. Nach dem Münchner Abkommen beteiligte sie sich an der Gründung von Septembre 1938 (September 1938), einer Gruppe von Frauen, zu der auch Magdeleine Paz gehörte, und schrieb Anfang 1939 für diese Gruppe die Broschüre La défense passive. La mort masquée (Passive Verteidigung. Maskierter Tod) zum Thema Gaskrieg, die von Paul Langevin rezensiert wurde. Sie wurde daraufhin als kollaborationistische Defätistin beschuldigt, da die durch die Sorge um die Versöhnung der Völker verursachte Blindheit sie dazu veranlasste, sich zu weigern, einen Krieg gegen Hitler zu unterstützen.

### Zweiter Weltkrieg und späte Jahre
Zu Beginn des Zweiten Weltkriegs veröffentlichte Louis Lecoin das Flugblatt „Paix immédiate !“ (Sofortiger Frieden) und wurde daraufhin strafrechtlich verfolgt. Da das Ehepaar Alexandre zu den Unterzeichnern gehörte, war es ebenfalls betroffen. Der Krieg führte zur vorübergehenden Einstellung des Unterrichts an den Gymnasien, an denen sie unterrichteten (Lycée Louis-le-Grand und Versailles). Sie zogen nach Clermont-Ferrand, wo sie bis zum Waffenstillstand am 22. Juni 1940 arbeiteten. Während der Besatzung stellten sie alle militanten Aktivitäten ein. Im Herbst kehrten sie nach Paris zurück und im Dezember wurde Michel Alexandre aufgrund seiner jüdischen Herkunft mit einem Lehrverbot belegt. Anschließend wurde er im KZ Royallieu interniert. Im Januar 1942 gelang es dem Paar, nach Limoges in der freien Zone zu gelangen, wo Jeanne Alexandre zur Lehrerin ernannt worden war. Nach Kriegsende kehrten sie nach Paris zurück, hielten sich aber aus der Politik heraus.
Michel Alexandre starb 1952 und seine Witwe arbeitete daran, seine alten Papiere zu veröffentlichen, um sein Andenken zu bewahren. Sie war auch Sekretärin der Vereinigung „Amis d’Alain“ (Vereinigung der Freunde von Alain). Halbwachs zog sich 1955 aus dem Lehrberuf zurück.

## Archiv
Die Archive von Jeanne Halbwachs und Michel Alexandre werden seit 1982 in La Contemporaine auf dem Campus der Universität von Nanterre aufbewahrt. Weitere ihrer Archive befinden sich in der Stadtbibliothek von Nîmes.